# Каочине
Каочине су насељено мјесто у саставу града Дрниша, у Шибенско-книнској жупанији, у Далмацији, Република Хрватска.

## Географија
Насеље је удаљено око 8 км западно од Дрниша.

## Историја
Село Каочине се од распада Југославије до јуна 1992. године налазило у Републици Српској Крајини.

## Становништво
Према попису из 1991. године, Каочине су имале 392 становника. Према попису становништва из 2001. године, Каочине су имале 253 становника. Насеље је према попису становништва из 2011. године имало 203 становника.
| Демографија | Демографија | Демографија |
| Година      | Становника  | Становника  |
| ----------- | ----------- | ----------- |
| 1961.       | 580         |             |
| 1971.       | 538         |             |
| 1981.       | 407         |             |
| 1991.       | 392         |             |
| 2001.       | 253         |             |
| 2011.       |             | 203         |

## Попис 1991.
На попису становништва 1991. године, насељено место Каочине је имало 392 становника, следећег националног састава:
| Попис 1991.‍ | Попис 1991.‍ | Попис 1991.‍ | Попис 1991.‍ | Попис 1991.‍ |
| ----------- | ----------- | ----------- | ----------- | ----------- |
|             |             |             |             |             |
| Хрвати      | Хрвати      |             | 387         | 98,72%      |
| непознато   | непознато   |             | 5           | 1,27%       |
| укупно: 392 |             |             |             |             |